# Strada Statale 52 Carnica
Die Strada Statale 52 Carnica (kurz SS 52) ist eine italienische Staatsstraße und führt von Carnia in der Region Friaul-Julisch Venetien nach Innichen in Südtirol. Sie ist 126,400 km lang.

## Streckenverlauf
Die SS 52 beginnt an der SS 13 in Carnia (Plans), einem Ortsteil von Venzone, führt zuerst westlich nach Tolmezzo und dann weiter nach Ampezzo, Forni di Sotto und Forni di Sopra, alle am Oberlauf des Tagliamento.
Dann führt sie über dem Mauriapass mit einer Seehöhe von 1295 Metern. Er ist die Grenze zwischen Friaul Julisch-Venetien und Venetien. Danach führt die Strecke hinunter ins Cadore und zweigt vor Auronzo di Cadore durch einen langen Tunnel nach Santo Stefano di Cadore ab.
Nach dem Ort führt die Straße nördlich über Comelico Superiore und den Kreuzbergpass (1636 m) ins Sextental nach Südtirol.
Die SS 52 endet an der SS 49 in Innichen im Pustertal, nahe der italienisch-österreichischen Grenze.